# العادل طومان باي

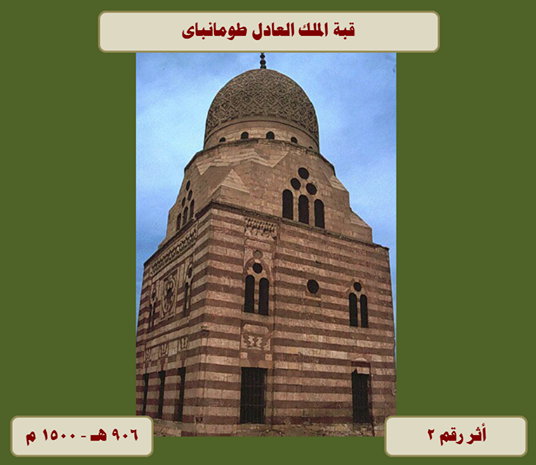
قبة الملك العادل طومان باي بالقاهرة

السلطان «الملك العادل أبو النصر طومان باي» الأشرفي: خامس وعشرين سلاطين المماليك الشراكسة في مصر والشام. وهو غير الأشرف طومان باي. أصله من بلاد الغور وهي بلاد في جبال خراسان قريبا من هراة، كان قد اشتراه الملك الأشرف قايتباي ثم أعتقه وحكم العادل مصر سنة 1501 وعمره حوالي أربعين سنة. لقب بالأشرفي نسبةً لأستاذه الأشرف قايتباي.
عاش طومان باي فترةً طويلة في طباق قلعة الجبل في خدمة السلطان الأشرف قايتباي الذي أعتقه ورقّاه لوظيفة جمدار ثم ترقى حتى أصبح مدبر المملكة في عهد السلطان الأشرف جان بلاط.
لما حصل التمرد في الشام بقيادة نائب الشام «قاصروه» سافر طومان باي إلى الشام وانحاز قاصروه إليه وفي حضور قضاة الشام قام بخلع السلطان جان بلاط وتسلطن طومان باي مكانه ولقب نفسه بالعادل وبعدها عاد إلى مصر.
كان العادل طومان باي محبوباً جداً من عامة الناس قبل أن يصبح سلطانا حتى أنه يروى أن السيدات كن يزغردن من شبابيك البيوت عندما يمر في الطرقات.. لكن بعد أن تولى السلطنة تغيرت طباعه فكرهه الناس إذ قام بخنق الأمير قاصروه الذي ساعده في خلع جان بلاط.. كما أمر بخنق السلطان السابق جان بلاط في سجنه بالأسكندرية
جافى المماليك الملك العادل طومان باي فلم يصاحبوه في صلاة الجمعة ولم يلبوا دعوته لهم فعلم أنهم سينقلبون عليه فهرب بعد نحو مائة يوم من توليه السلطنة فبايع المماليك الملك الأشرف قانصوه الغوري الذي جد في البحث عن العادل طومان باي حتى عثر عليه وقطعوا رأسه ودفن بقبته الموجودة بجهة المطبخ السلطاني (وتقع الآن على طريق صلاح سالم داخل مقر قيادة المنطقة المركزية العسكرية بالعباسية)

## تشابه أسماء
الأشرف طومان باى